# Прад (округ)
Прад (фр. Prades) — округ (фр. Arrondissement) во Франции, один из округов в регионе Лангедок-Руссильон. Департамент округа — Пиренеи Восточные. Супрефектура — Прад.
Население округа на 2006 год составляло 42 286 человек. Плотность населения составляет 23 чел./км². Площадь округа составляет всего 1845 км².